# فردریک دلپلا
فردریک دلپلا (فرانسوی: Frédéric Delpla‎؛ زادهٔ ۹ نوامبر ۱۹۶۴) شمشیرباز اهل فرانسه است.
وی در مسابقات کشوری و بین‌المللی در مجموع برندهٔ ۱ مدال طلا شده‌است.